# New York State Route 100
New York State Route 100 is een state highway in de Amerikaanse staat New York. De weg is 53 km lang en loopt van Somers naar de stad Yonkers door de Westchester County. 
De snelweg heeft een aansluiting op Interstate 287 in de buurt van de steden White Plains en Valhalla en vanaf een kruispunt nabij de plaats Hawthorne kan men de Briarcliff-Peekskill Parkway (route 9a) betreden, die in zuidelijke richting rechtstreeks leidt naar de stad New York, terwijl Albany zich in het noorden bevindt. 

## Steden langs de New York State Route 100
Yonkers - Ossining - White Plains - Yorktown